# Tateanthus duidae
Tateanthus duidae är en tvåhjärtbladig växtart som beskrevs av Henry Allan Gleason. Tateanthus duidae ingår i släktet Tateanthus och familjen Melastomataceae. Inga underarter finns listade i Catalogue of Life.